# SEA
|  | Denne artikel er oprettet af botten Steenthbot ud fra en ekstern database. Den kan derfor have sproglige fejl eller mangler. Denne skabelon kan fjernes efter kontrol af indholdet. |

SEA er en dansk kortfilm fra 2014 instrueret af Christian Elovara Dinesen efter eget manuskript.

## Handling
SEA er et portræt. En personlig skildring af Christian Elovara Dinesens arbejde med kunst i det offentlige rum. Det er en rejse og en sejltur.